# Sinização do Tibete

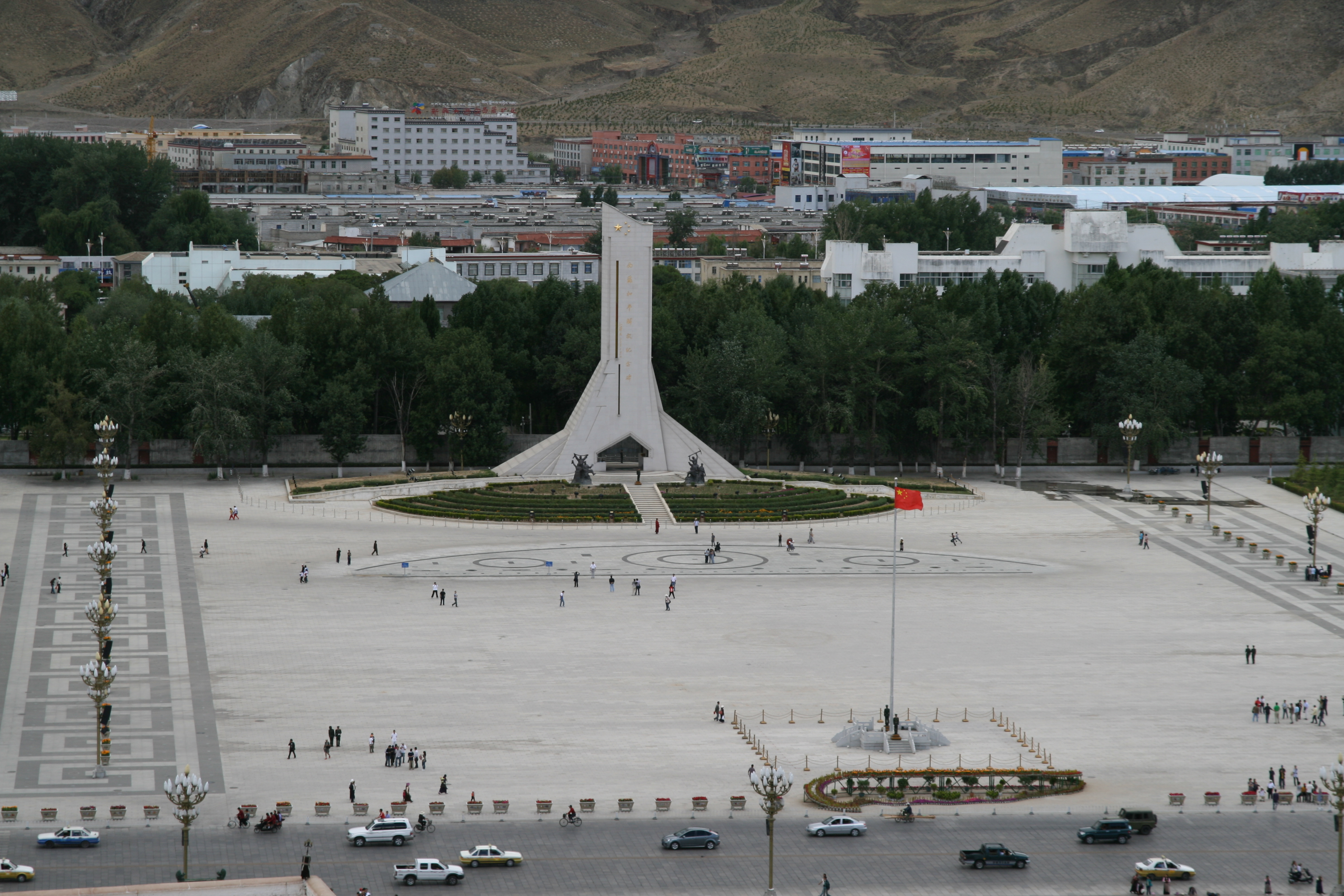
Monumento à Libertação Pacífica do Tibete, Potala Square, Lhasa em 2009, celebrando a ocupação do Tibete pelo Exército de Libertação do Povo, construído fora da zona de proteção e zona tampão do Patrimônio Mundial.

Sinicização do Tibete refere-se aos programas e leis do governo chinês e do Partido Comunista Chinês (PCC) que forçam a "unidade cultural" nas áreas tibetanas da China, incluindo a Região Autônoma do Tibete e áreas autônomas vizinhas ao Tibete. Os esforços são empreendidos pela China visando refazer a cultura tibetana dentro da cultura chinesa dominante.
As mudanças, que têm sido evidentes desde a anexação do Tibete pela República Popular da China em 1950-51, foram facilitadas por uma série de reformas econômicas, sociais, culturais, religiosas e políticas que foram introduzidas no Tibete pelo governo chinês. Os críticos citam a migração patrocinada pelo governo de um grande número de chineses han para a Região Autônoma do Tibete como um dos principais componentes da sinicização.
De acordo com o governo do Tibete no exílio, a política chinesa resultou no desaparecimento de elementos da cultura tibetana; isso foi chamado de "genocídio cultural". O governo no exílio disse que as políticas pretendem tornar o Tibete uma parte integrante da China e controlar o desejo de autodeterminação tibetana. O 14º Dalai Lama e a Administração Central do Tibete caracterizaram os programas de Sinicização como genocídio ou limpeza cultural.
O governo chinês afirma que suas políticas beneficiaram o Tibete e que as mudanças culturais e sociais são consequências da modernização. De acordo com o governo, a economia do Tibete se expandiu; serviços e infraestrutura aprimorados melhoraram a qualidade de vida dos tibetanos, e a língua e a cultura tibetanas foram protegidas.

## História

### Desenvolvimentos iniciais
Após a queda da dinastia Qing e antes de 1950, a região que corresponde aproximadamente à atual Região Autônoma do Tibete (TAR) era um estado independente de facto, embora não fosse reconhecido por outros estados. Imprimia sua própria moeda e postagem e mantinha relações internacionais, embora não trocasse embaixadores com outras nações. O Tibete reivindicou três províncias (Amdo, Kham e Ü-Tsang), mas controlou apenas o oeste de Kham e Ü-Tsang.  Desde 1950, a China tornou Kham oriental parte de Sichuan e Kham ocidental parte da nova Região Autônoma do Tibete.
Durante o início do século 20, no período da República da China que se seguiu a dinastia Qing, o general chinês muçulmano e governador Qinghai, Ma Bufang, é acusado pelos tibetanos de implementar políticas de sinização e islamização em áreas tibetanas. Conversão forçada e pesados impostos foram relatados sob seu governo. Depois que Mao Zedong ganhou a guerra civil chinesa em 1949, seu objetivo era a unificação das "cinco nacionalidades" como a República Popular da China sob o Partido Comunista Chinês. O governo tibetano em Lhasa enviou Ngabo (conhecido como Ngabo nas fontes inglesas) para Chamdo em Kham, uma cidade estratégica perto da fronteira, com ordens de manter sua posição enquanto chegavam reforços de Lhasa para lutar contra os chineses. Em 16 de outubro de 1950, chegou a notícia de que o Exército de Libertação do Povo avançava em direção a Chamdo e havia tomado a cidade de Riwoche (que poderia bloquear a rota para Lhasa). Ngabo e seus homens retiraram-se para um mosteiro, onde o Exército de Libertação do Povo os cercou e capturou. Ngabo escreveu a Lhasa sugerindo uma rendição pacífica em vez de guerra. Segundo o negociador chinês, “Cabe a você decidir se o Tibete será libertado pela paz ou pela força. Basta enviar um telegrama ao grupo do PLA para recomeçar a marcha até Lhasa." Ngabo aceitou o Acordo de Dezessete Pontos de Mao, que estipulava que em troca do Tibete se tornar parte da República Popular da China, seria concedida autonomia. Sem o apoio do resto do mundo, em agosto de 1951 o Dalai Lama enviou um telegrama a Mao aceitando o acordo. Os delegados assinaram o acordo sob coação e o futuro do governo tibetano foi selado.

Mao Zedong recebe lenço de oração budista tibetano de Tenzin Gyatso, o 14º Dalai Lama do Tibete em 1954

Embora a incorporação do Tibete à China seja conhecida na historiografia chinesa como a Libertação Pacífica do Tibete, o Dalai Lama a considera uma colonização e o Congresso da Juventude Tibetana concorda que também foi uma invasão. O governo chinês aponta melhorias na saúde e na economia como justificativas para sua afirmação de poder no que chama de região historicamente chinesa. De acordo com o Dalai Lama, a China encorajou a imigração chinesa han para a região.
Antes do acordo, a economia do Tibete era dominada pela agricultura de subsistência e a permanencia de 35 mil soldados chineses durante a década de 1950 prejudicava o abastecimento de alimentos da região. Quando o Dalai Lama visitou Mao Zedong em Pequim em 1954, Mao disse a ele que mudaria 40.000 agricultores chineses para o Tibete.
Como parte do Grande Salto Adiante da década de 1960, as autoridades chinesas coagiram os agricultores tibetanos a cultivar milho em vez de cevada (a cultura tradicional da região). A colheita falhou e milhares de tibetanos morreram de fome.

### Revolução Cultural
A Revolução Cultural, envolvendo estudantes e trabalhadores do Partido Comunista Chinês, foi iniciada por Mao e conduzida pela Gangue dos Quatro de 1966 a 1976 para preservar o Maoísmo como a principal ideologia da China. Foi uma luta intra-PCC para eliminar a oposição política a Mao.
A Revolução Cultural afetou toda a China e o Tibete sofreu como resultado. Os Guardas Vermelhos atacaram civis, acusados de serem traidores do comunismo. Mais de seis mil mosteiros foram saqueados e destruídos. Monges e freiras foram forçados a deixar seus mosteiros para "viver uma vida normal", encarcerando aqueles que resistiram. Os prisioneiros foram forçados a realizar trabalhos forçados, torturados e executados. Embora o Palácio de Potala tenha sido ameaçado, o premier Zhou Enlai interveio e restringiu os guardas vermelhos tibetanos.

### Desenvolvimentos recentes

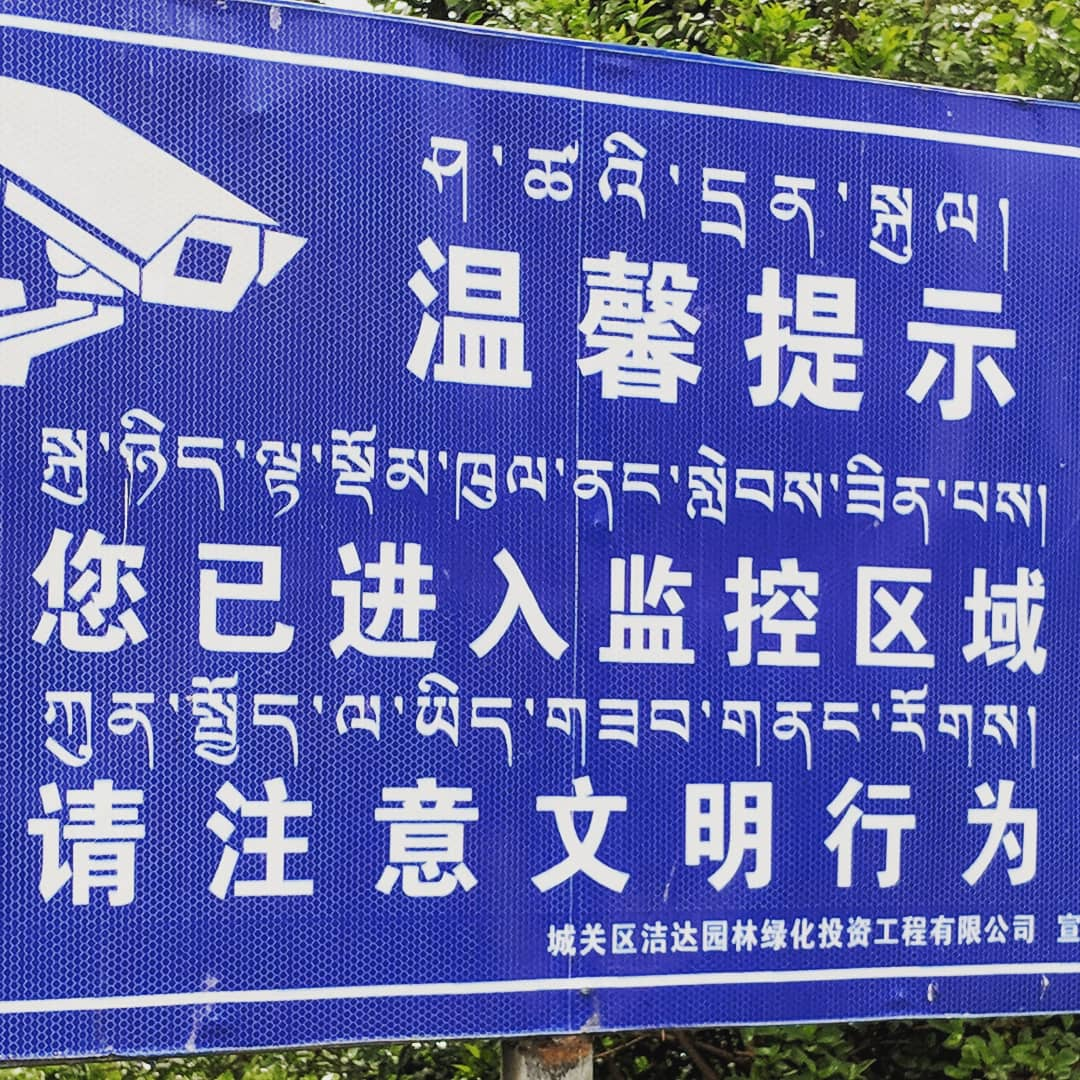
Uma placa (em tibetano e chinês) indicando câmeras de vigilância perto do Monumento da Libertação Pacífica do Tibete, Lhasa, Tibete, 2018

O Projeto Estratégico Nacional da China para o Desenvolvimento do Ocidente, introduzido durante a década de 1980 após a Revolução Cultural, incentiva a migração de chineses de outras regiões da China para o Tibete com bônus e condições de vida favoráveis. Pessoas se voluntariam para serem enviadas para lá como professores, médicos e administradores para ajudar no desenvolvimento do Tibete. Citando uma força de trabalho não qualificada e uma infraestrutura menos desenvolvida, o governo chinês encorajou os migrantes a estimular a competição e mudar o Tibete de uma economia tradicional para uma de mercado com as reformas econômicas estabelecidas por Deng Xiaoping.
Os tibetanos são o grupo étnico majoritário na Região Autônoma do Tibete, constituindo cerca de 93% da população em 2008. Os ataques de 2008 por tibetanos a propriedades pertencentes a Han e Hui foram supostamente devido ao grande influxo de Han e Hui no Tibete.
De acordo com George Fitzherbert, “envolver-se com os argumentos da China a respeito do Tibete é estar sujeito à um tipo de armadilha intelectual, familiar no conflito palestino, por meio da qual a disputa é encurralada em questões que o demandante nunca procurou contestar. Os tibetanos reclamam de terem sua dignidade roubada em sua terra natal por terem seu líder genuinamente amado incessantemente denunciado, e de serem inundados pela imigração chinesa a ponto de se tornarem minoria em seu próprio país. Mas a China condena insistentemente tais reclamações como separatismo, uma ofensa na China sob o crime de 'minar a unidade nacional', e puxa o debate de volta para um sobre o status histórico do Tibete. Estrangeiros levantam questões sobre direitos humanos e meio ambiente, mas a China novamente denuncia isso como uma intervenção estrangeira nos assuntos internos de uma nação soberana, e traz o debate de volta ao status histórico do Tibete."
O governo chinês tentou desenvolver o Tibete como parte de sua política de desenvolvimento ocidental da China e investiu 310 bilhões de yuans (cerca de 45,6 bilhões de dólares) no Tibete desde 2001. Em 2009, investiu mais de US $ 7 bilhões na região, 31% a mais que no ano anterior. A Ferrovia Qinghai-Tibet foi concluída em 2006 a um custo de $ 3,68 bilhões, levando ao aumento do turismo do resto da China. O governo de Xangai contribuiu com US $ 8,6 milhões para a construção da Escola Experimental Tibet Shanghai, onde 1.500 estudantes tibetanos recebem educação principalmente chinesa. Alguns jovens tibetanos se identificam como tibetanos e chineses e são fluentes em tibetano e mandarim.
Em agosto de 2020, o secretário-geral do Partido Comunista Chinês, Xi Jinping, fez um discurso no qual afirmou que é "necessário orientar ativamente o budismo tibetano para se adaptar à sociedade socialista e promover a sinicização do budismo tibetano".
Em agosto de 2021, a Associated Press informou que Wang Yang declarou em frente ao Palácio de Potala que esforços são necessários para garantir que os tibetanos compartilhem os "símbolos e imagens culturais da nação chinesa".

## Religião
O governo chinês afirma que controlará como o 15º Dalai Lama será escolhido, contrariando séculos de tradição. Funcionários do governo chinês alertam repetidamente "que ele deve reencarnar, e nos termos deles".
Quando o Dalai Lama confirmou um menino tibetano em 1995 como a reencarnação do Panchen Lama, o segundo líder da seita Gelugpa, o governo chinês tirou o menino e seus pais e instalou seu próprio lama. O paradeiro do Dalai Lama escolhido, Gedhun Choekyi Nyima, ainda é desconhecido. O governo chinês afirmou que ele tem um emprego "estável" e uma vida "normal". Em 2020, o secretário de Estado dos Estados Unidos, Mike Pompeo, disse em uma declaração que "os budistas tibetanos, como membros de todas as comunidades religiosas, devem ser capazes de selecionar, educar e venerar seus líderes religiosos de acordo com suas tradições e sem interferência do governo." "Convocamos o governo da RPC para tornar público imediatamente o paradeiro do Panchen Lama e defender sua própria constituição e compromissos internacionais para promover a liberdade religiosa para todas as pessoas." O chefe da seita Kagyu, o Karmapa Ogyen Trinley Dorje, também foi preparado por líderes chineses, mas aos 14 anos fugiu para a Índia em 1999.
No Tibete, as escolas alertam os pais de que os alunos não devem freqüentar as aulas em mosteiros, uma tradição de longa data, ou se envolver em qualquer atividade religiosa. As punições para isso são severas, incluindo perda de bem-estar e subsídios do governo.
A prática de remover bandeiras de oração, símbolos da cultura tibetana e da crença religiosa, aumentou desde 2010, à medida que a perseguição à religião aumenta. Em junho de 2020, as autoridades chinesas iniciaram um programa de “reforma comportamental”, iniciado no Qinghai's Golog da Região Autônoma do Tibete (em chinês, Guoluo) e no condado de Tengchen (Dingqing) em Chamdo, ordenando a destruição das bandeiras de oração. O relatório anual do Centro Tibetano para Direitos Humanos e Democracia de 2019 descobriu que as forças policiais chinesas e equipes de vigilância se mudaram para mosteiros e vilas para monitorar residentes tibetanos em busca de sinais de oposição ao governo da China, “software de reconhecimento facial e monitoramento cuidadoso de espaços digitais [foram] implantado para suprimir protestos políticos contra o aumento da repressão aos direitos civis e políticos.”
De acordo com a Comissão dos Estados Unidos sobre Liberdade Religiosa Internacional, durante o verão de 2019, as autoridades chinesas demoliram milhares de residências no centro budista tibetano Yachen Gar na província de Sichuan, deslocando até 6.000 monges e freiras. Em abril de 2019, as autoridades chinesas fecharam a Larung Gar Buddhist Academy para novas inscrições. As autoridades também intensificaram a repressão à posse ou exibição de fotos do Dalai Lama, continuaram a monitorar os festivais religiosos e, em algumas áreas, proibiram os alunos de comparecer aos festivais durante as férias escolares. Em protesto contra as políticas repressivas do governo, pelo menos 156 tibetanos se autoimolaram desde fevereiro de 2009.

## Educação, emprego e linguagem
A Constituição chinesa garante autonomia nas regiões étnicas e diz que os governos locais devem usar as línguas de uso comum. Desde 1949, o governo chinês tem usado o sistema de educação de minorias para que os tibetanos adquiram a língua chinesa, considerada uma ferramenta-chave de pressão de sinicização, ao contrário da política da UNESCO sobre diversidade cultural e linguística.  No início dos anos 2000, houve um processo de tibetanização da educação tibetana nas regiões tibetanas de Qinghai. Por meio de iniciativas de base de educadores tibetanos, o tibetano estava, de certa forma, disponível como a principal língua de instrução na educação primária, secundária e terciária em Qinghai. O que não é mais o caso, dado que a China expandiu suas politicas de assimilação na década de 2010.  A língua tibetana em Qinghai permanece ainda mais marginalizada na educação e nos empregos públicos, com um pequeno número de cargos públicos exigindo um diploma tibetano ou habilidades na língua tibetana. 
Em 1987, a Região Autônoma do Tibete publicou regulamentos mais explícitos exigindo que o tibetano seja a língua principal nas escolas, escritórios governamentais e lojas. Esses regulamentos foram eliminados em 2002 e as políticas e práticas linguísticas do Estado “colocam em risco a viabilidade” da civilização tibetana. Nas áreas tibetanas, os assuntos oficiais são conduzidos principalmente em chinês. É comum ver banners promovendo o uso do chinês. Os mosteiros e escolas costumavam dar aulas de língua escrita para pessoas comuns, e os monges davam aulas durante as viagens, mas oficiais ordenaram que os mosteiros e escolas encerrassem as aulas. O Partido Comunista Chinês emitiu ordens em dezembro de 2018 proibindo aulas informais ministradas por monges tibetanos ou outros grupos não aprovados, e ordenou que as escolas parassem de ensinar todas as matérias em tibetano, exceto a língua tibetana nas aulas de primeiro grau, em maio de 2019 em Golog, em chinês, Guoluo, Região Autônoma do Tibete.
O empresário tibetano e defensor da educação Tashi Wangchuk foi detido por dois anos e depois indiciado em 2017 por funcionários do tribunal depois de falar ao The New York Times para um documentário e dois artigos sobre educação e cultura tibetana.
Os neidi ou internatos tibetanos, em funcionamento desde 1985, têm aumentado as matrículas rapidamente. As crianças tibetanas são removidas de suas famílias e das influências culturais e religiosas tibetanas, e colocadas em internatos tibetanos em toda a China, bem fora da Região Autônoma do Tibete. Os alunos mais velhos só podem sair do campus se acompanhados por um professor.
A política do governo chinês exige que os candidatos a cargos do governo tibetano repudiem qualquer fidelidade ao Dalai Lama e apoiem as políticas étnicas do governo, conforme anunciado em outubro de 2019 na plataforma de educação online do governo TAR.
Em abril de 2020, o ensino em sala de aula foi mudado de tibetano para chinês mandarim em Ngaba, Sichuan.

## Reassentamento de pastores nômades
O governo chinês lançou uma politica que exigia que os nômades se mudassem para moradias urbanas em vilas recém-construídas em 2003. No final de 2015, no que representa uma das tentativas mais ambiciosas de engenharia social, o governo chinês está nos estágios finais de uma campanha de 15 anos para assentar os milhões de pastores que antes perambulavam pelas vastas fronteiras da China, "o governo chinês afirmou que terá transferido os 1,2 milhão de pastores nômades restantes para cidades que fornecem acesso a escolas, eletricidade e serviços de saúde modernos. Essa política, baseada na visão do governo de que o pastoreio prejudica as pastagens, foi questionada por ecologistas na China e no exterior, alegando que os fundamentos científicos do reassentamento nômade são questionáveis. Estudos antropológicos de centros de realocação construídos pelo governo documentaram o desemprego crônico, o alcoolismo e o desgaste de tradições milenares. Os defensores dos direitos humanos dizem que os muitos protestos dos pastores são confrontados com duras repressões das forças de segurança.
Em um relatório de 2011, o Relator Especial das Nações Unidas para o Direito à Alimentação, criticou as políticas de reassentamento de nômades da China como excessivamente coercivas e disse que elas levaram a um "aumento da pobreza, degradação ambiental e colapso social".
Em 2017, os nômades tibetanos anteriormente forçados a deixar pastagens tradicionais em um esquema de reassentamento dirigido pelo estado em Qinghai, foram orientados a voltar devido a uma nova política anunciada em 2016, para que as autoridades pudessem usar suas casas atuais para o desenvolvimento como centros turísticos e habitação de funcionários do governo. “Depois de dois anos morando nas novas cidades, os residentes agora estão sendo forçados a voltar para suas pastagens originais sem seus animais, que são a principal fonte de sustento das comunidades nômades tibetanas”.

## Crescimento populacional

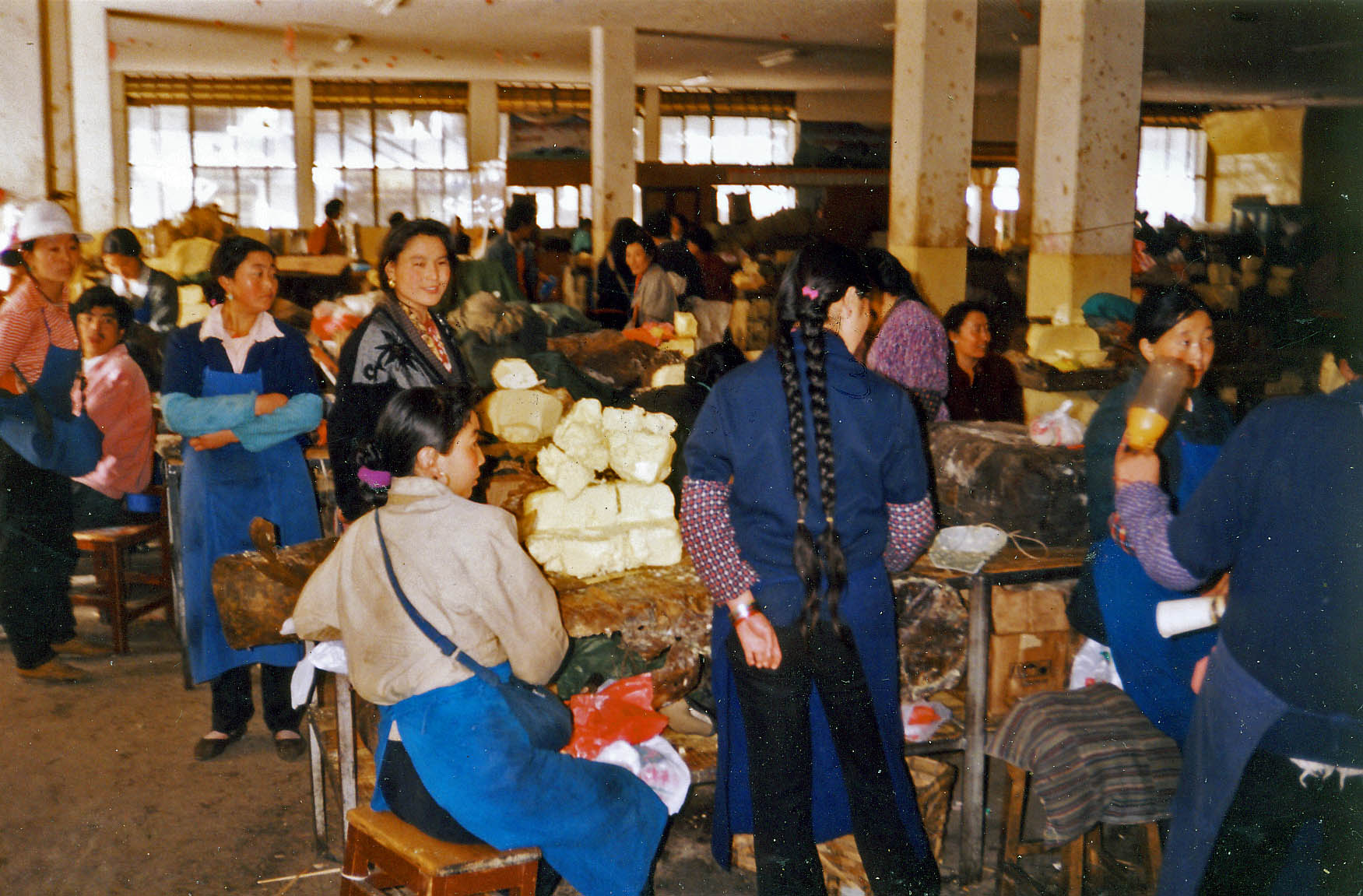
Mercado em Lhasa, 1993

Em 1949, havia entre 300 e 400 residentes han em Lhasa. Em 1950, a cidade cobria menos de três quilômetros quadrados e tinha cerca de 30.000 habitantes; o Palácio de Potala e a vila de Zhöl abaixo dele foram considerados separados da cidade. Em 1953, de acordo com o primeiro censo populacional, Lhasa tinha cerca de 30.000 residentes (incluindo 4.000 mendigos, mas não incluindo 15.000 monges).
Em 1992, a população permanente de Lhasa foi estimada em pouco menos de 140.000, incluindo 96.431 tibetanos, 40.387 chineses han e 2.998 chineses muçulmanos e outros. Somado a esse número havia 60.000-80.000 residentes temporários, principalmente peregrinos e comerciantes tibetanos.

## Debate sobre a intenção da RPC
Em 1989, o famoso advogado criminal francês Robert Badinter participou de um episódio de Apostrophes (um conhecido programa de televisão francês dedicado aos direitos humanos) com o Dalai Lama. Referindo-se ao desaparecimento da cultura tibetana, Badinter usou a frase "genocídio cultural". Em 1993, o Dalai Lama usou a mesma frase para descrever a destruição da cultura tibetana. Durante a agitação tibetana de 2008, ele acusou os chineses de genocídio cultural.
Em 2008, Robert Barnett, diretor do Programa de Estudos Tibetanos da Universidade de Columbia, disse que era hora de abandonar as acusações de genocídio cultural: "Acho que temos que superar qualquer sugestão de que os chineses são mal intencionados ou estão tentando acabar com o Tibete." Barnett expressou suas dúvidas em uma crítica na New York Review of Books : "Por que, se a cultura tibetana dentro do Tibete está sendo 'rapidamente apagada da existência', tantos tibetanos no Tibete ainda parecem ter uma vida cultural mais vigorosa? com mais de uma centena de revistas literárias em tibetano, do que suas contrapartes no exílio?"